# Wilmington Manor
Wilmington Manor è un census-designated place (CDP) degli Stati Uniti, situato nella Contea di New Castle nello stato del Delaware. Secondo il censimento del 2000 la popolazione di Wilmington Manor era di 8.262 abitanti.

## Geografia fisica
Secondo i rilevamenti dello United States Census Bureau, il CDP di Wilmington Manor si estende su una superficie totale di 4,2km², tutti quanti occupati completamente dalle terre.

## Popolazione
Secondo il censimento del 2000, a Wilmington Manor vivevano 8.262 persone, ed erano presenti 2.173 gruppi familiari. La densità di popolazione era di 1.969,1 ab./km². Nel territorio comunale si trovavano 3.173 unità edificate. Per quanto riguarda la composizione etnica degli abitanti, il 10,95% era bianco, il 79,33% era afroamericano, lo 0,19% era nativo, e lo 0,85% era asiatico. Il restante 7,67% della popolazione appartiene ad altre razze o a più di una. La popolazione di ogni razza proveniente dall'America Latina corrisponde al 12,96% degli abitanti.
Per quanto riguarda la suddivisione della popolazione in fasce d'età, il 24,8% era al di sotto dei 18, il 9,4% fra i 18 e i 24, il 30,3% fra i 25 e i 44, il 21,7% fra i 45 e i 64, mentre infine il 13,8% era al di sopra dei 65 anni di età. L'età media della popolazione era di 36 anni. Per ogni 100 donne residenti vivevano 102,5 maschi.